# Ragnarok Online
Ragnarok Online (en coreano: 라그나로크 온라인, alternativamente subtitulado El Destino Final De Los Dioses) es una franquicia, y videojuego, de tipo MMORPG, de gran éxito, que cuenta con una secuela Ragnarok Online 2, Otra secuela para móviles: Ragnarok M: Etenernal Love, y una precuela para móviles, Ragnarok Origin, además de múltiples spin offs, para celulares, consolas portátiles, sobremesas, novelas, cómics, juegos de mesa, cartas, etc.   
Toda la franquicia está basada previamente en Ragnarok Into The Abyss, su respectivo manwha. También hay un anime basado en el juego, Ragnarok: The Animation.
Este juego de origen coreano puede tener dos opciones para poder jugar, las cuales puede solo existir una de las dos, las dos en mundos separados o las dos en el mismo mundo, dependiendo del servidor estas son Pay-2-Play (P2P) generalmente por mensualidades, o Free-2-Play (F2P) el cual generalmente se sustenta en microtransacciones por bienes y objetos en el juego (tiene ciertas diferencias con la primera opción, dependiendo del servidor) aunque permite jugar de forma gratuita si se desea. Últimamente ha habido algunos cambios en algunos servidores P2P, los cuales en vez de cobrar una mensualidad, se cobra solo una primera paga para poder crear los personajes, y llamando a las mensualidades cuentas VIP, las cuales pueden jugar en P2P o F2P, obviamente sin restricciones algunas que a los F2P les presentan. Ragnarok Online mantiene alrededor de 2.9 millones de suscriptores en el mundo, siendo su pico de usuarios conectados simultáneamente 770.000 jugadores en 2004.
El juego consiste en crear un personaje que tiene que desarrollarse (subiendo de nivel) al pasar tiempo junto a otros usuarios, en un gigantesco mundo virtual, mientras conoce más de su propio mundo y se prepara para enfrentar a diversos grandes monstruos, llamados MVP, los cuales en su mayoría son los jefes finales de los dungeon (mazmorras).
Los gráficos del juego son una mezcla de personajes en 2D, mezclados en un ambiente 3D. Con mapas completamente hechos en tres dimensiones. La forma en la que todo se ensambla da una muy grata impresión del diseño del juego.
Una versión sin conexión, llamado Ragnarok DS, fue creada por GungHo Online Entertainment exclusivamente para Nintendo DS.

## Stats
Los Stats, son los atributos que se le pueden dar a cada personaje. Se muestran in-game como una suma de X+Y donde X es la cantidad base del stat que aumentamos directamente al asignarle puntos, e Y es la cantidad añadida proveniente de bonos adicionales externos.
Aquí hay una breve descripción de cada uno de los stats:
- STR: Strength es la fuerza física del personaje. Influye directamente en los ataques con armas de cuerpo a cuerpo, así como en la capacidad de objetos que el personaje puede cargar.
- AGI: Agility es la agilidad y velocidad del personaje. Influye en la velocidad con que ejecuta un ataque, el delay de las animaciones del personaje y también en la probabilidad de evadir golpes de enemigos
- VIT: Vitality es la vitalidad del personaje. Influye en la cantidad total de HP (Puntos de Vida), su regeneración, defensa contra ataques físicos y fortaleza ante diferentes estados extraños, como el envenenamiento.
- INT: Intelligence es la inteligencia del personaje. Influye en el daño producido por los ataques mágicos, la cantidad de SP (Puntos de Alma, también llamado Maná)y su regeneración, y la defensa contra ataques mágicos.

En renewal este stat también influye en la reducción del tiempo en el cual lanzamos una habilidad (variable cast-time).
- DEX: Dexterity es la destreza del personaje. Influye en la puntería que tiene para acertar al enemigo (hit), ligeramente en la velocidad de ataque, el daño hecho con armas de largo alcance (los instrumentos musicales están incluidos), reducción del tiempo en la invocación de magia, en la forja de armas y en la preparación de pociones recuperativas.
- LUK: Luck es la suerte del personaje. Influye ligeramente en la capacidad de ataque, así como la posibilidad de un golpe crítico, preparación de pociones y en una variante de evasión llamada Perfect Dodge (Evasión Perfecta). Influye en la resistencia a ciertos estados alterados.

### Substats
Derivan de los Stats aunque se pueden aumentar por otros medios sin modificar directamente el Stat del que derivan:
- CRIT: Critical Ratio (Rango Crítico), son los puntos de probabilidad de golpe crítico (ignora la capacidad de evasión del enemigo y su defensa) se obtienen de la LUK.
- ATK: Attack (Ataque), es el ataque físico, el cual aparece como X+Y, donde X son los puntos de ataque derivados del equipo y el refinamiento de este, e Y son los puntos de ataque que se obtienen de la STR. Influye directamente en el daño que el personaje puede efectuar.
- MATK: Magic Attack aparece como X+Y, donde X son los puntos de ataque mágica derivados del equipo, e Y son los puntos de defensa mágica que se obtienen de la INT. Influye directamente en el daño efectuado con magia.
- DEF: Defense (Defensa), es la defensa física, la cual aparece como X+Y, donde X son los puntos de defensa derivados del equipo y el refinamiento de este, e Y son los puntos de defensa que se obtienen de la VIT.
- MDEF: Magic Defense aparece como X+Y, donde X son los puntos de defensa mágica derivados del equipo, e Y son los puntos de defensa mágica que se obtienen de la INT.

Otras variables:
- Weight Limit: Límite de peso que el personaje puede cargar, se obtiene de la STR base (+30 por cada punto de STR). Ciertas clases poseen habilidades y/o equipamiento exclusivo que les permite incrementar el Weight Limit.
- Cast Time: Tiempo que se tarda en ejecutar una habilidad, se reduce por la DEX (T= T base * (dex/150)).

A partir de renewal se añadió un método nuevo para el casteo de las habilidades, el cual se basa en 2 tipos de casteo.
- Fixed Cast Time: Este tipo de cast solo se reduce con equipamiento o cartas que especifiquen la reducción de este cast. Además cada habilidad tiene diferente tiempo de este cast o algunas no lo incluyen en su fórmula.
- Variable Cast Time: Este tipo de cast se reduce con el estatus de destreza e inteligencia en base a la siguiente fórmula: (dex*2+int) y para reducir este cast al 100% se necesita que el resultado de la fórmula sea 530.

Actualmente en renewal las habilidades se conforman de una mezcla entre estos dos casteos, pero algunas solo se basan en fixed cast time o en variable cast time.
- ASPD: Attack Speed per Damage (Velocidad de Ataque por Daño), se obtiene de la AGI principalmente y DEX en menor medida, afecta la rapidez con la que se ejecutan ataques físicos. Cada job tiene una aspd base propia y cada arma posee un delay propio que reduce la aspd.
- After Cast Delay: Tiempo mínimo que se tarda en ejecutar una habilidad nuevamente, en algunos casos es la propia ASPD.
- Cooldown: Tiempo mínimo de recarga de cada habilidad para poder volver a ser ejecutada (no confundir con After Cast Delay).
- Perfect Dodge: La probabilidad de esquivar un ataque físico independientemente de la puntería del enemigo, se obtiene de la LUK.

Tanto los Stats, como los Substats y otras variables pueden ser incrementadas o reducidas por el uso de determinado equipamiento, habilidades y cartas.

## Job (Trabajos)
Los Jobs son Trabajos o clases de personaje que se pueden crear en Ragnarök. Existen Jobs para los que les gustan el estilo de las espadas, las magias, los arcos, el soporte, etc.
| Novato                       | Novato             | Novato             | Novato             | Novato             | Novato              | Novato             | Novato             | Novato                   | Novato               | Novato             | Novato                        | Novato                        | Novato                          | Novato                        | Novato                        | Novato     |
| ---------------------------- | ------------------ | ------------------ | ------------------ | ------------------ | ------------------- | ------------------ | ------------------ | ------------------------ | -------------------- | ------------------ | ----------------------------- | ----------------------------- | ------------------------------- | ----------------------------- | ----------------------------- | ---------- |
| Novice                       |                    |                    |                    |                    |                     |                    |                    |                          |                      |                    |                               |                               |                                 |                               |                               |            |
| Clases primarias             | Clases primarias   | Clases primarias   | Clases primarias   | Clases primarias   | Clases primarias    | Clases primarias   | Clases primarias   | Clases primarias         | Clases primarias     | Clases primarias   | Clases primarias              | Clases primarias expandidas   | Clases primarias expandidas     | Clases primarias expandidas   | Clases primarias expandidas   |            |
| Swordman                     | Swordman           | Acolyte            | Acolyte            | Mage               | Mage                | Thief              | Thief              | Merchant                 | Merchant             | Archer             | Archer                        | Sp Novice                     | TaeKwon Kid                     | TaeKwon Kid                   | Ninja                         | Gunslinger |
| Clases secundarias           | Clases secundarias | Clases secundarias | Clases secundarias | Clases secundarias | Clases secundarias  | Clases secundarias | Clases secundarias | Clases secundarias       | Clases secundarias   | Clases secundarias | Clases secundarias            | Clases secundarias expandidas | Clases secundarias expandidas   | Clases secundarias expandidas | Clases secundarias expandidas |            |
| Knight                       | Crusader           | Priest             | Monk               | Wizard             | Sage                | Assassin           | Rogue              | Blacksmith               | Alchemist            | Hunter             | Bard / Dancer                 | Super Novice EX               | Star Gladiator (TaeKwon Master) | Soul Linker                   | Kagerou / Oboro               | Rebellion  |
| Renacer                      |                    |                    |                    |                    |                     |                    |                    |                          |                      |                    |                               | Super Novice EX               | Star Gladiator (TaeKwon Master) | Soul Linker                   | Kagerou / Oboro               | Rebellion  |
| High Novice                  |                    |                    |                    |                    |                     |                    |                    |                          |                      |                    |                               | Super Novice EX               | Star Gladiator (TaeKwon Master) | Soul Linker                   | Kagerou / Oboro               | Rebellion  |
| Clases primarias renacidas   |                    |                    |                    |                    |                     |                    |                    |                          |                      |                    |                               | Super Novice EX               | Star Gladiator (TaeKwon Master) | Soul Linker                   | Kagerou / Oboro               | Rebellion  |
| High Swordman                | High Swordman      | High Acolyte       | High Acolyte       | High Mage          | High Mage           | High Thief         | High Thief         | High Merchant            | High Merchant        | High Archer        | High Archer                   | Super Novice EX               | Star Gladiator (TaeKwon Master) | Soul Linker                   | Kagerou / Oboro               | Rebellion  |
| Clases secundarias renacidas |                    |                    |                    |                    |                     |                    |                    |                          |                      |                    |                               | Super Novice EX               | Star Gladiator (TaeKwon Master) | Soul Linker                   | Kagerou / Oboro               | Rebellion  |
| Lord Knight                  | Paladin            | High Priest        | Champion           | High Wizard        | Professor (Scholar) | Assassin Cross     | Stalker            | Whitesmith (Mastersmith) | Creator (Biochemist) | Sniper             | Clown (Minstrel) / Gypsy      | Super Novice EX               | Star Gladiator (TaeKwon Master) | Soul Linker                   | Kagerou / Oboro               | Rebellion  |
| Clases terciarias            | Clases terciarias  | Clases terciarias  | Clases terciarias  | Clases terciarias  | Clases terciarias   | Clases terciarias  | Clases terciarias  | Clases terciarias        | Clases terciarias    | Clases terciarias  | Clases terciarias             | Clases terciarias expandidas  | Clases terciarias expandidas    |                               | Kagerou / Oboro               | Rebellion  |
| Rune Knight                  | Royal Guard        | Arch Bishop        | Shura              | Warlock            | Sorcerer            | Guillotine Cross   | Shadow Chaser      | Mechanic                 | Genetic (Geneticist) | Ranger             | Minstrel (Maestro) / Wanderer | Hyper Novice                  | Star Emperor                    | Soul Reaper                   | Kagerou / Oboro               | Rebellion  |

### Clases Primarias
- Novice: Es la clase elemental dentro de Ragnarok Online, sin especialización.
- Swordman: Clase especializada en el uso de la espada y resistencia, siendo además la clase que mayor variedad de armas puede utilizar.
- Mage: Clase especializada en el uso de la magia elemental.
- Archer: Clase especializada en el uso del arco.
- Merchant: Clase especializada en el comercio y hachas.
- Acolyte: Clase especializada en dar apoyo a los demás aunque pueden pelear.
- Thief: Clase especializada en el robo y el uso de dagas, capaces de usar arco.
- Taekwon: Clase especializada en taekwondo, no pueden usar armas ya que se especializan en patadas. Sin embargo pueden equipar escudos y dotar sus ataques de poder elemental, contando con 7 de los 9 elementos del juego que difieren del neutral a su disposición. Se la clasifica como un clase "de expansión" por no pertenecer a las 6 principales y no puede renacer/trascender por el momento.
- Gunslinger: Clase especializada en el uso de armas de fuego. El tipo de arma equipada determina qué habilidades puede utilizar.
- Ninja: Clase especializada en técnicas de magia elemental, así como lanzamiento de shurikens y kunais. Existiendo la posibilidad de hacer daño masivo a un oponente bajo ciertas condiciones.

### Clases Secundarias y Avanzadas
- Super Novice: Después de mucho esfuerzo y sufrimiento un Novice al llegar al final de su camino logra convertirse en Super Novice es un especialista en el dominio de casi todas las habilidades de clases primarias combinando magia con poder y ataques a distancia. Porque un verdadero guerrero/a no le teme a nada un super novice se enfrentara a cualquier cosa sin temor ya que habilidades tiene de sobra siendo un pequeño guerrero con un corazón grande. Si quieres aprender más en el día a día tu trabajo es ser un Super Novice. Clase derivada del Novice.

- Knight/Lord Knight: Porque para ser un maestro se tiene que empezar siendo discípulo un knight/Lord Knight es un caballero que no duda en aprender todas las artes existentes de las armas para poder acabar con sus enemigos, tienen un espíritu de batalla irrompible y no importa si lo superan en número, luchará hasta que la misma faz de la tierra se acabe y claro siempre acompañado de su fiel compañero de viaje Peco Peco un gran amigo que lo ayudara a luchar hasta la batalla más difícil de todas, es un especialista en el uso tanto de lanzas, espadas y espadas de dos manos, la capacidad de pelear con y sin montura, gran resistencia. y una enorme velocidad de ataque. Si desafías a un Knight/Lord Knight no dudes en que tendrás una batalla muy dura por delante ya que posee gran agilidad mucha resistencia gran armonía con su arma y en los casos extremos puede entrar en un estado de furia berserk lo cual lo transforma en un semidiós en el campo de batalla. Si quieres crear hazañas asombrosas, si quieres que tu nombre sea conocido por todos, si quieres hacerte mucho más fuerte en cada batalla ser un knight/Lord Knight es tu trabajo ideal. Este job es derivado del Swordman (Espadachin).

- Crusader/Paladin: Un verdadero defensor de la vida el crusader/Paladin acepta un juramento con dios para proteger tanto a las personas como a sus seres queridos, no dudaran en dar su vida por sus causas justas y nobles y lucharan hasta el final para protegerlas y siempre ayudado por su fiel compañero Grand Peco que lo guiara por el sendero de la luz y la justicia. Está especializado en el uso de espada, lanza y escudo, con o sin montura, y con habilidades tanto ofensivas como defensivas, de soporte y una gran resistencia. Especialistas en el uso de escudos y el sacrificio de su energía vital con ciertas técnicas ofensivas y de protección de aliados. Son protectores de dios ya que el mismo les brinda el poder de la luz para sanar heridas y la fuerza para defender personas, son muy unidos con la gente no dudan en ayudarlas en todo lo que puedan ya que es un ideal que forma parte de su código personal tan importante como su vida misma. Si quieres proteger a tus seres queridos, defender tus ideales, ayudar a la gente y siempre luchar por la palabra de dios y la luz tu trabajo es ser un Crusader/Paladin. Es una clase derivada del Swordman (Espadachin).

- Assassin/Assassin Cross: Un verdadero asesino furtivo que no le da tiempo a su presa de defenderse y de ni siquiera saber que es lo que acaba de ocurrir, un Assassin/Assassin Cross es un verdadero cazador ya que su habilidad para esconderse le da una gran ventaja en la batalla, puede que sean muy requeridos en grupos de guerreros pero al igual que los lobos que igual trabajan en manada su espíritu siempre es solitario prefieren viajar solos así aprenden y se hacen más fuerte casi siempre guardan un pasado oscuro que intentan olvidar o volverse más fuerte para resolver un tema pendiente y sin contar que aunque su nombre sea asesino el asesinar siempre deja cicatrizes que a veces no se pueden cerrar está especializado en el uso de katar, dagas, espadas y hachas siendo la katar su arma favorita, técnicas de veneno para causar gran daño y camuflaje siendo una de las mejores técnicas en el combate. Si tienes una historia trágica o pendiente, si tu valentía es muy admirable ya que no cualquier insecto puede ser Asesino, si quieres hacerte fuerte, si te gusta la soledad tanto que no te interesa nada más que tus propios ideales tu trabajo es ser un Assassin/Assassin Cross. Esta clase es derivada del Thief (Ladrón).

- Rogue/Stalker: El espía o perseguidor, especializado en el uso de dagas y arcos o toda arma que le permita atacar siempre sigilosamente, la caza furtiva es su especialidad y desde la adquisición del oficio necesitan aprender el arte de pasar desapercibido; para ello pueden copiar algunas técnicas, usar avanzadas técnicas de camuflaje y confundir con pequeñas artimañas. Robo perfecionado y despojo de equipo a sus víctimas serán habilidades y principales armas de este oficio, cuyo principal objetivo es similar al del Assasin pero menos ruidoso y violento. Si te consideras un estratega que sería capaz de desmantelar un imperio entero desde adentro, o si derramar sangre sin razón alguna no es lo tuyo este job es para ti. Clase derivada del Thief.

- Priest/High Priest (HP): Un sacerdote que siguiendo los cánones de la sagrada biblia se ha decidido por pelear en nombre de Dios usando magias Sacras y de Apoyo, estos fines altruistas son necesarios en cada Priest/High Priest, puesto que siempre serán un arma clava para la sanación de aliados y la inhabilitación de habilidades enemigas. Pueden volverse una verdadera molestia trabajando con un oficio más ofensivo, algunos son capaces de imposibilitar equipos enteros. Por ello, si lo que buscas es el contacto espiritual y un apoyo ferviente a tus compañeros de batalla, además de respetar la sagrada magia, el oficio Priest/High Priest es todo tuyo. Clase derivada del Acolyte.

- Monk/Champion: Creyentes que han decidido usar la fuerza bruta 'en nombre de Dios' , a diferencia de su contraparte los Priest, un Monk y posterior Champion no dudará en noquear y mutilar a su oponente si este se opone a sus creencias o si simplemente está en peligro, con sus capacidades ofensivas mortales para cualquier enemigo sumadas a su técnicas espirituales de auto-apoyo este oficio es una perfecta opción para aquel usuario que no pueda decantarse entre magia o fuerza bruta. Entonces, si tu objetivo es la autorrealización y el crecimiento espiritual mediante un riguroso entrenamiento físico, este job calza perfectamente contigo. Clase derivada del Acolyte.

- Wizard/High Wizard: El hechicero es uno de los oficios más requeridos en el juego, no solo por sus destructivos ataques mágicos si no por su inteligencia y versatilidad, efectivamente, ningún otro job puede manejar tantos elementos como el Wizard/High Wizard lo que cataloga a este oficio como una de las mejores opciones para batalla de clanes. Sumamente impredecibles, su experiencia le va brindando lentamente maneras de ejecutar más rápidamente los hechizos y no hay duda de que este job podría poner en aprietos a un clan entero si este último no sabe contrarrestarlo a tiempo. Así, para cualquier amante del poder y la sabiduría absoluta relacionada con el crecimiento mágico el Hechicero/Hechicero Mayor es el oficio ideal. Clase derivada del Mage.

- Sage/Professor : (conocido también como "Scholar") Un sage es un mage que ha decidido hacer uso de todos los trucos para lanzar hechizos de manera expedita, su foco no es el poder si no la eficiencia. Su magia elemental cubre necesidades oportunas y las habilidades de apoyo le brindan un lugar en el clan que no puede dejarse de lado; con la sabiduría característica del oficio pueden incluso llegar a tener la capacidad de ejecutar un spell (hechizo) en movimiento o usarlo automáticamente con tan sólo golpear al oponente. No hay duda de que el Sage es un oficio para individuos con paciencia, que no escatiman en poder si no en sabiduría y oportunas habilidades que sorprenderán a cualquier oponente, por ello si la paciencia es un don que posees y no apelas a ser un oficio devastador si no certeramente destructivo este oficio es para ti. Clase derivada del Mage.

- Blacksmith/Whitesmith:(conocido también como "Mastersmith")  El herrero está especializado en varios tipos de armas y su forja, lo que le brinda un manejo avanzado de hachas y mazas y un gran poder ofensivo, dado a la enorme cantidad de armas que pueden poseer este oficio al contrario de otros tiene una función clara: hacer uso de su carro de comercio para hacerse de riquezas y extrañas armas y posteriormente proporcionárselas a otros miembros del clan, no obstante como se mencionó su poder ofensivo no es despreciable y si lo que buscas es poder posteriormente convertirte en Whitesmith (que manejará magias elementales y además producirá objetos mega raros) el Blacksmith debe ser un escalón obligatorio.  Clase derivada del Merchant.

- Alchemist/Creator: (conocido también como "Biochemist") Especializados en la chëmica, ambos trabajan con diferentes especias y principios activos con el fin de crear soluciones que van desde poderosas pociones curativas así como mortíferos venenos. Listos, silenciosos y mortales estos individuos tiene un gran potencial que con un poco de paciencia puede cultivarse para lograr ingresar entre las líneas enemigas y hacerla pedazos paulatinamente. Con la especialización a Creador/Bioquímico (Creator/Biochemist) tendrá inclusive la habilidad de crear organismos artificiales y usarlos para el combate como armas, apoyándose al mismo tiempo de sustancias químicas y explosivos. Su enorme baraja de posibilidades y la capacidad de saltar a un oficio atacante a uno de apoyo brinda a este oficio una de las mejores coberturas del juego, sin embargo para eso necesitarás el don del aprendizaje; la vida de los alquimistas y creadores/bioquímicos se basa en vivir pegados a los libros y estar preparados para idear nuevos principios que sirvan en batalla, entonces, si crees que cumples con esos requisitos y además eres frío y calculador este oficio es todo tuyo.  Clase derivada del Merchant.

- Hunter/Sniper: El cazador y posterior francotirador es un tipo de temer, veloz y poderoso, si no hayas una forma de controlar su frenesí de golpes podría ser bastante tarde para ti, tomando en cuenta que su principal estrategia es la de hit-n-run te podrían inclusive estar provocando para llevarte a una fatal muerte a manos de una trampa preparada por ellos mismos. Una vez que especialicen sus habilidades hasta la cetrería sus magias de apoyo y su fugaz ataque le darán a este oficio un papel principal en cualquier clan. Los Hunter viven toda su vida preparando la puntería, necesitan mucho control mental y paz espiritual, con tales habilidades se podrán desenvolver sin problemas; entonces, si cumples con los requerimientos mínimos este job te espera con los brazos abiertos. Clase derivada del Archer.

- Bard/Clown: (conocido también como "Minstrel") Se trata de un Arquero que luego de desarrollar la paz espiritual respectiva ha dejado de lado el asesinato (Hunter/Sniper) y ha decidido dedicarse a la música y la entretención. Pero aunque este oficio parezca 100% inútil, la verdad es que el Minstrel trabajando en conjunto con la Gypsy pueden hacer bailar a todo el clan contrario literalmente, mediante el uso de técnicas de inhabilitación. Por otro lado, su capacidad de apoyar sea cual sea la circunstancia viene dada por su personalidad lúdica que debe ser imprescindible para cualquier Bard/Clown. Por lo tanto, si pelear no es lo tuyo y realmente te gusta ser el payaso del grupo este job es para ti. Clase derivada del Archer.

- Dancer/Gypsy: Idéntica al Bard/Clown sólo que hace uso del látigo y por lo tanto tiene más alcance en su ataque, fuera de ello la función de una Gypsy es engatusar al oponente para luego tomarlo por sorpresa con una habilidad de inhabilitación y esperar a que otro miembro del clan haga el trabajo sucio. Como dije la dupla Bard/Dancer Clown/Gypsy posee habilidades de ensamble que requieren la presencia de ambos en el equipo y que aumenta su rendimiento como jugadores de soporte, por lo que considerarlos por separados podría ser una locura. Clase derivada del Archer.

- Soul Linker: Mudang (Chamán coreano) que puede llamar a las almas de los más grandes representantes de cada oficio, encarnándolas en un jugador de ese mismo oficio, desbloqueándole nuevas y poderosas opciones y habilidades. También poseen magia ofensiva y de incapacitación, así como también algunas habilidades de soporte incluida la capacidad de resucitar automáticamente bajo ciertas condiciones. Clase derivada del Taekwon.
- Star Gladiator: Artista marcial especializado en magia estelar, que lo vuelve más fuerte en circunstancias muy específicas. Su habilidad radica en el poder de la Luna, el Sol y las Estrellas.Capaz de usar libros como arma. Clase derivada del Taekwon.
- Kagerou/Oboro
- Rebellion
- Star Emperor: Evolución del Star Gladiator posibilita el uso de la energía del universo.Tiene dos tipos de habilidades las exclusivas para PvM(player vs monster) y otras habilidades exclusivas para mapas PvP y WoE. Ahora puedes resetear cuando quieras los mapas memorizados y monstruos de las habilidades de star emperor sin necesidad de obtener el buff miracle mediante una de las habilidades principales de este trabajo. Las habilidades se separan en cuatro categorías, sol, luna y estrellas para PvM y universo para PvP y WoE. (Lanzamiento el 20 de junio 2018 en los servidores principales de corea del sur).

- Soul Reaper: Evolución del Soul Linker posibilita el uso de la energía de las almas (Lanzamiento el 20 de junio 2018 en los servidores principales de corea del sur).

### Clases Terciarias
Las siguientes clases están disponibles después de que un player alcanza el nivel 99 siendo secundario o avanzado:
- Arch Bishop: Incrementadas habilidades de apoyo y agregadas habilidades de ataque exorcista y ataque directo.
- Guillotine Cross: Habilidades con venenos incrementadas, puede crear gran tipo de venenos que pueden inhabilitar al oponente.
- Rune Knight: Se especializa en la creación de piedras conocidas como Runas y el uso de estas en batalla, se le agregó una montura de dragón con habilidades para controlarlo y provocar daño.
- Mechanic: Especializado ahora en robótica, incrementadas habilidades de uso de hachas, Ahora disponen de una armadura Mágica/Tecnológica conocida como MADO la cual puede atacar y realizar habilidades de defensa como producir campos magnéticos y otros campos de fuerza.
- Ranger: Especializado más en creación de trampas contra enemigos, ahora está disponible para esta clase un lobo el cual puede montar o mantener a su lado.
- Warlock: Añadidas más habilidades de daño, rango mucho mayor y la capacidad de provocar múltiples estados al enemigo, Puede memorizar hechizos y liberarlos instantáneamente.
- Shadow Chaser: Especializado en hablidades de grafiti y pintura, así como el uso de máscaras que inhabilita a otros personajes, tiene la posibilidad de copiar ahora más habilidades.
- Wanderer: Habilidades que incrementan daño mágico y defensa mágica, bailes con efectos incrementados, mayor número de habilidades ofensivas.
- Sura: Añadidos más ataques de combo y cadena, habilidad para llamar espíritus ha sido mejorada, especializado en habilidades de presopuntura ofensiva y de apoyo.
- Royal Guard: Especializado mayormente en uso de lanzas, ahora puede montar un grypho, añadidas habilidades de bando las cuales puede usar cuando uno o más royal guard estén cerca al personaje.
- Sorcerer: Añadidas habilidades de daño mágico de los 4 elementos además de veneno, Puede crear agujeros negros los cuales atrapan a varios personajes al tiempo, Ahora se especializa en el uso de invocaciones a los cuales puede llamar y usar en batalla.
- Genetic: Especializado en la creación de gran cantidad de pociones con efectos diferentes, mejorado el uso de plantas en batalla, añadida la creación de nuevos organismos artificiales.
- Minstrel: Habilidades que incrementan daño físico y defensa física, canciones con efectos incrementados, mayor número de habilidades ofensivas.

Estas clases son extremadamente poderosas y mejoran a sus antecesores los jugadores pueden acceder a ellas cuando llegan al nivel 99 siendo clases secundarias o avanzadas, pero al pasar siendo clase secundaria pierden el derecho a renacer y por tanto pierden las ventajas de haber pasado por la clase avanzada (sus habilidades y los bonus de vida y magia).Las Clases Terciarias pueden aumentar el nivel máximo hasta el nivel 175 y de trabajo hasta 60.

### Nueva Raza
La siguiente raza fue añadida el 30/09/2015 al servidor test sakray kRO, Cuando seleccionas esta raza no comienzas como novice y empiezas en el continente 'Far-Star' cerca de la ciudad lasagna.
Está nueva raza son gatos y después de resolver varias aventuras puedes acceder al reino de midgard apareciendo en la ciudad de izlude. Para volver a la ciudad de lasagna puedes acceder pasando por malangdo o bien izlude pagando una cantidad de zenys.
Su límite de nivel base es 175 mientras que el límite de trabajo (Job) es de 50.
- Doram: Invocadores gato pertenecientes al continente de Far-Star (Estrella Lejana) de donde provienen los gatos que habitan en la Isla de Malangdo, contienen tres ramas, ataque físico, ataque mágico o de soporte. Teniendo una reciente expansión de sus habilidades a partir del nivel 100.

## Guilds
Clanes, jugadores que se unen para luchar en las llamadas WoE (War of Emperium), compartir experiencias y progresar en el juego. Cada miembro de la Guild lleva el mismo emblema que sus compañeros, lo que los identifica entre las demás. Este emblema es establecido por el Guild Master, quien es el líder.
Las Guilds suben de nivel, existen 20 títulos personalizables distintos para establecer rangos dentro del Clan, esto permite que se establezca un Tax (impuesto) diferente para algún grupo de miembros del clan. El Tax es un porcentaje de la experiencia ganada que cada miembro dona para que suba de nivel la Guild. Al subir de nivel la Guild se le otorga un Skill Point para invertir en alguna de las Guild Skills, que afectan desde la posibilidad de participar en WoE hasta la cantidad de miembros que un clan puede albergar.
Solo el Guild Master puede utilizar dichas Skills, siendo la más conocida: Recall, o Urgent Call (Diferentes formas de nombrarla)

## War of Emperium
Existen 2 versiones de estas

### WoE 1.0
En las War of Emperium (WoE), que usualmente dura una hora y se celebran dos veces por semana, ( en algunos servidores) las guilds se disputan los 20 castillos distribuidos en zonas aledañas a Prontera, Geffen, Payon y Al De Baran. Los castillos se conquistan destruyendo el Emperium de la sala central del castillo. Cada castillo tiene un cierto nivel de defensa y comercio en los cuales se puede invertir, con cada mejora en comercio se obtienen más cofres del tesoro para el gremio (guild), las mejoras en defensa proporcionan guardianes y un emperium más fuertes para ayudar en la defensa. Cada castillo es único y da lugar a diferentes estrategias para defender o atacar. Los castillos también tienen Guild Dungeon que son mazmorras a las que sólo pueden acceder los miembros de la guild propietaria del castillo, estas son 1 por cada 5 castillos, con lo cual, podrán acceder a ellas las 5 guild que posean uno en la misma zona, una vez dentro funciona como pvp, es decir, los miembros de una guild podrán matar a los de otra, y viceversa.

### WoE 2.0
En las War of Emperium 2.0 (WoE2), que tienen igual duración que las primeras, las guilds se disputan 10 castillos distribuidos en zonas aledañas a Juno y Rachel, estos castillos son considerablemente más amplios y más complejos, constan de 2 piedras guardianas, 3 barricadas y el emperium, además de guardianes considerablemente más fuertes. Para conquistar un castillo se debe destruir primero ambas piedras guardianas, seguido de las 3 barricadas para finalmente tener acceso al emperium.
En las WoE2 desaparece el uso de portales dentro del castillo para pasar de una sala a otra. Gracias a ello no se usan más las estrategias de WoE 1 en donde se defendía espameando skills en los warps de las entradas de las salas anteriores al Emperium.
Para Poder Crear Una guild debes poner /"guild nombre de la guild" las comillas solo van cuando el nombre tienes espacios como este /"guild nombre de la guild"  pero si no lleva espacios debe ser así 
/guild ragnarok

## Sistemas

### Battlegrounds
En los Battlegrounds se enfrentan grupos de jugadores por equipos. Existen 2 tipos de campo (Terra o Flavius) con 2 variantes cada uno (12vs12 o 19vs19). En Tierra Valley los equipos tienen como objetivo destruir la reserva de comida de sus oponentes, existe también una bandera contestada en medio que proporciona una ventaja a quien la controle. En Flavius cada equipo tiene un cristal que debe proteger y 2 guardianes a su disposición para ayudarles en la tarea, el cristal no puede ser destruido sin antes derrotar a dichos guardianes. Por cada victoria o derrota se otorgan badges (más al ganador obviamente) que pueden ser canjeados por equipamiento de carácter

### Mercenaries
Los mercenarios son personajes a contrato, existen 3 tipos Bowman, Fencer y Spearman con distintos niveles y costos, cada uno con habilidades diferentes. Estos no suben de nivel como nuestro personaje pero si van ganando algunos atributos a medida que pelean a nuestro lado. Los mercenarios poseen una inteligencia artificial similar a la de los Homunculos de Alchemist y Creator. Esta misma puede ser personalizada por el usuario dentro de la carpeta AI.

### Slot Enchantment
Cada pieza del equipo puede o no tener un slot (ranura) en el cual componer una carta que le confiere propiedades únicas. El sistema está diseñado para permitir al jugador tomar una pieza del equipo (dentro de una lista limitada) y transformarlo a su versión sloteada. Esto tiene un costo y un porcentaje de éxito que depende del grado del equipamiento en cuestión.

### Refinement
Las piezas de equipo también se pueden en general mejorar; el costo, material y porcentaje de éxito varían dependiendo de que pieza se trate y del nivel al que este mejorado. El nivel de mejora se representa con un "+X" al principio del nombre de la pieza, cuanto más mejorada esté una pieza menos daño de origen físico recibirá nuestro personaje. Fracasar al mejorar una pieza de equipo destruye inmediatamente dicha pieza (incluida cualquier carta compuesta en ella). En el caso de las armas existen 4 niveles en las que se las puede clasificar. Cuanto más alto el nivel del arma, mayor el bonus de ataque que recibe por cada refinamiento exitoso pero menor la cantidad de refinamientos que se le pueden hacer con 100% de seguridad. Una vez sobrepasado el número de refinamientos seguros el equipo recibe un bonus mayor por refinar de manera exitosa. Existen piezas que no pueden ser refinadas. Se requieren minerales como el Oridecon (Item) para refinar ciertas armas.

### Cooking
Cualquier personaje puede luego de haber completado la correspondiente quest, aprender a cocinar alimentos que proporcionan un añadido a los stats por un corto período. Dichos alimentos van del nivel 1 al 10 e incrementan un stat específico dependiendo del nivel. Cada alimento se crea a partir de ítems específicos. La dificultad de los ítems varían según el nivel del alimento.

### Pets
Algunas criaturas pueden ser domesticadas con un ítem especial único para cada raza, luego deben ser alimentadas, equipadas con un accesorio y pueden ayudarte siempre y cuando su intimidad sea leal, y si les cuidas bien te ayudaran en el ataque.
Todos los pets tienen varios estados de ánimo con respecto a su dueño y todos dan un bono extra, pero el estado leal dan un bono extra de habilidades mayor no acumulable con los bonos de los otros estados, como por ejemplo de stats, restistencia a estados alterados, incremento de ataque y un largo etc...
También se añadió la evolución de algunos pets como por ejemplo Orc Warrior que puede evolucionar a High Orc incrementando el bono de habilidad que otorga. Estos pets evolucionados necesitan mucho tiempo para llegar a leales ya que su barra de hambre baja casi 3 veces más lento que un pet normal pero tienen la opción exclusiva (Auto-Feed) auto alimentarse cuando su barra llega al 24%.

### Adoption y Marriage
Se pueden casar 2 personajes de sexo opuesto, en algunos servidores también se pueden casar personajes del mismo sexo, ceremonia mediante se les otorga un anillo con habilidades especiales a cada uno que solo pueden ser usadas entre ellos.
Se puede adoptar, estando previamente casado, Con la única limitación que el personaje adoptar sea de nivel base 50 o inferior. Tanto los padres como el adoptado recibirán habilidades nuevas y otros beneficios. Desde el 13/12/2016 en los mains servers del servidor oficial coreano del ragnarok en línea, se permite casarse entre demi-human y la raza doram. También permite la emancipación en las adopciones. Se añaden tres nuevas habilidades de familia haciendo un total de seis. Los personajes adoptados conocidos como clase baby tienen limitaciones menos restricivas con esta actualización.

## Episodios
Gravity utiliza el término de «episodio» para referirse a actualizaciones mayores que se realizan en el juego. En cada actualización se agregan ciudades, cartas, mapas, personajes, se modifican atributos, ítems, monstruos, etc. Actualmente RO se encuentra en el episodio 21.
Los episodios de Ragnarok Online son:
- Episodio 1: Aldebaran.
- Episodio 1.5: El ataque de los ancestros. Glast Heim, Clock Tower.
- Episodio 2: Mascotas.
- Episodio 3: Comodo.
- Episodio 4: War of Emperium. Turtle Island.
- Episodio 5: Juno.
- Episodio 6: Proyecto Global
- Episodio 6.1: Amatsu.
- Episodio 6.2: Gonryun (Kunlun).
- Episodio 6.3: Umbala.
- Episodio 6.4: Nifflheim.
- Episodio 6.5: Louyang.
- Episodio 7: Ayothaya.
- Episodio 8: Sistema de adopciones. Bodas. Personajes Trascendentales.
- Episodio 9: La señal. Geffenia.
- Episodio 10: La República de Schwarzwald.
- Episodio 10.1: Einbroch.
- Episodio 10.2: Lighthalzen
- Episodio 10.3: Noghalt
- Episodio 10.4: Hugel
- Episodio 11: Arunafeltz
- Episodio 11.1: Rachel
- Episodio 11.2: Veins, la ciudad desértica de Arunafeltz.
- Episodio 11.3: Nameless Island
- Episodio 12: Resurrección de Satán Morroc
- Episodio 13: Nuevo Mundo
- Episodio 13.1: Ash Vacuum
- Episodio 13.2: Encuentro con lo desconocido
- Episodio 13.3: El Dicastes
- Episodio 14.1: Bifrost
- Episodio 14.2: Eclage
- Episodio 15.1: Fantasmagórica
- Episodio 15.2: Memoria Grabada
- Episodio 16.1: Banquete Para Los Héroes
- Episodio 16.2: Terra Gloria
- Episodio Especial: Lasagna
- Episodio Especial Instancias: Cada día de la semana tendrás acceso a una instancia distinta durante 24 horas.

-> Actualmente solo hay dos disponibles: Weekend Instance (Sábado y Domingo) y Friday Instance (Viernes), pero se completará cada día de la semana en el futuro.
- Episodio 17.1: Illusion

-> Por primera vez se reforma todo un mapa, en el episodio 16.1 se cambia completamente el mapa de prontera, castillo e interiores.
- Episodio 17.2: Varmundt's Mansion
- Episodio 18: Direction Prayer
- Episodio 19: Issgard, Tierra de las flores de nieve
- Episodio 20: Inmortal
- Episodio 21: La Era de los Heroes

## Lugares
Como en cualquier mundo virtual, Ragnarök Online tiene un buen número de ciudades. Muchas ciudades se han ido añadiendo a medida que se publican nuevos capítulos del juego:

### Reino de Rune-Midgard
- Prontera (capital)
- Izlude
- Payon
- Alberta
- Morroc
- Geffen
- Al De Baran
- Comodo
- Umbala
- Lutie
- Malangdo

### Proyecto Internacional
Existen algunas ciudades, que nada tienen que ver con la típica mitología nórdica del juego, estas ciudades son llamadas "Proyecto Internacional", pues tienen arquitecturas internacionales:
- Amatsu (Japón)
- Louyang (China)
- Kunlun/Gonryun (Taiwán)
- Ayothaya (Tailandia)
- Jawaii (Hawái)
- Moscovia (Rusia)
- Brasilis (Brasil)
- Dewata (Indonesia)
- Port Malaya (Filipinas)
- Rock Ridge (América del Norte)

### República de Schwartzwald
A parte del Reino de Rune-Midgard, sus alrededores y los países del proyecto internacional, en el Episodio 5 se añadió la capital de la nueva República de Schwartzwald, la cual fue ampliada con el Episodio 10, las ciudades de esta república son las siguientes:
- Juno/Yuno (capital)
- Einbroch
- Einbech
- Hugel
- Lighthalzen

### Arunafeltz States
Para el Episodio 11, se creó una nueva nación, Arunafeltz States, que está en una mala situación diplomática con el reino de Rune-Midgard, hasta ahora sólo hay dos ciudades y una isla:
- Rachel (capital)
- Veins
- Nameless Island

### New World
En el Episodio 13 - "Encuentro con lo desconocido" se ha creado una nueva región del mundo y agregado hasta el momento las siguientes ciudades:
- Manuk
- Splendide
- El Dicastes (capital tribu Sapha)
- Mora
- Eclage

### Dungeons
Son lugares para explorar y enfrentar desafíos, algunos requieren de múltiples jugadores para enfrentarlos, en general tienen un monstruo destacado, considerablemente más fuerte que los demás conocido como MvP (Most Valuable Player)o boss. Hasta el momento Ragnarök Online cuenta con 48 dungeons.

### Instanced o Memorial Dungeons
Estos dungeons son diferentes a uno común, básicamente porque son dungeons con historia y en estos dungeons debes cumplir una quest o una mission, por esto no se puede acceder a ellas como un dungeon o mazmorra corriente. Estos dungeons son accesibles cuando se entra en party ya que por lo general al final de cada memorial dungeon se encuentra un MvP o Boss, también los miembros de la party deben cumplir con el nivel mínimo y máximo. Cada party tiene un tiempo límite para ingresar y completar un memorial dungeon, si su misión falla deberán esperar un tiempo para volver a ingresar, en ese tiempo cualquier otra party puede tomar la misión del dungeon. Estos dungeons tienen al fin de animar la creación grupos o partys para hacer el juego más sociable y divertido. Actualmente Ragnarök Online consta oficialmente de 14 Memorial Dungeons.

## Boss
Como en todo juego, no solamente hay monstruos normales, sino que existen Boss, los cuales son mucho más difíciles de derrotar y requieren en general de más de un jugador para hacerlo. Estos Boss son monstruos con más habilidades como las de invocar monstruos esclavos o el uso de skills de lvl superior a 10. También tienen una cantidad de HP considerablemente mayor así como el daño que provocan. Los Boss son inmunes a cualquier tipo de estado (stun, silence, freeze, etc), pero si sufren la penalidad en su mdaño le ha hecho es considerado MvP y se le es indicado con una exclamación arriba del personaje. El MvP recibe ítems de recompensa exclusivos del Boss. Los Boss también tienen un drop como cualquier monstruo del juego, pero sus cartas suelen dar al usuario un poder muy superior al de una carta normal. Los Bosses tienen diferentes tiempo de Respawn (tiempo en el que vuelven a aparecer) y algunos son solo invocables a través de Quests específicas. Ragnarök Online cuenta con algunos de los siguientes Boss:
- Golden Thief Bug
- Baphoment
- Valkiria
- Thanatos (Aparece mediante quest)
- Ifrit
- Ktullanux (Aparece mediante quest)
- Osiris
- Amon Ra
- Pharaon
- Sniper Cecil
- Satán
- Tortugas Paranoicas
Entre otros estos son los más comunes en atacar y que dan "items" de poder considerable.

## Ítems
Una de las principales características de este juego es el gran número de objetos que se pueden obtener, la mayoría por drops de monstruos, estos se dividen en Consumibles, Equipables y Misceláneos.

### Consumibles
Estos ítems pueden ser usados para varios propósitos, divididos en ítems de recuperación, usados para recuperar HP y SP, ganar efectos o eliminarlos, aumentar los puntos de estatus, invocar monstruos, pergaminos de técnica que permiten "castear" una habilidad sin necesidad de conocerla, etc.

### Equipables
Todos estos ítems dan un bono de defensa dependiendo del ítem siendo la más baja 0 y la más alta 12, desde la implementación del sistema renewal, la defensa del equipo puede superar los 50 puntos de defensa ya que ahora el máximo alcanzable es superior a los 999.
Estos ítems permiten ser utilizados por el personaje como equipamiento, cada uno con sus características especiales. Dependiendo de la clase del personaje se permitirá utilizar distintos tipos de equipo.
- Headgear: Éstos son los únicos ítems visibles y van en la cabeza, se dividen en tres tipos: Lower, Mid y Upper Headgears como los más básicos, también podemos encontrar Mid/Upper, Lower/Mid y Upper/Mid/Lower Headgears.

- Armor:Los de más alta defensa, clasificadas en profesiones y características.

- Garment: Los que siguen en defensa, a diferencia de las armaduras la mayoría de garments pueden ser usados por todas las clases.

- Shield: Otra parte importante de la defensa personal que no puede equiparse si el portador usa un arma a dos manos.

- Weapon: Este tipo de ítems están divididos en Niveles del 1 al 4, dependiendo del nivel, el ataque y el número de slots que poseen, algunas con características elementales, muchas conocidas, otras originales del juego. Éste es el grupo más extenso dividido en dagas, espadas de una mano, espadas de dos manos, arcos, hachas de una mano, hachas de dos manos, mazas, varas, lanzas, katares, armas de fuego, látigos, instrumentos musicales, manoplas, shurikens y libros.

- Shoes: Otra parte de la armadura, desde sandalias hasta zapatos Míticos.

- Accessory: Estos ítems, a diferencia de los demás, no suele otorgar bonus de defensa, sin embargo generalmente otorgan estadísticas al portador y algunos tienen slots en los que se pueden poner cartas.

### Costume
- Se aplicó una nueva pestaña a la ventana del personaje conocida como costume tab.
- En esta se pueden poner equipo especial, sobre todo headgear.
- Su principal función es cambiar el sprite mostrado del headgear en el personaje, sin inutilizar el headgear principal.
- Estos pueden llevar algún bono extra pero de bajo rendimiento, como +1 en algún stat, o algún bonus como incremento de experiencia +0,5%, aunque son la excepción ya que normalmente no dan ningún bono

- Actualmente se implementó el system shadow incrementando los slots del costume tab a cada uno de las partes del equipo.
- Armor, Weapon, Shield, Shoes, Accessory y Earring, se puede refinar hasta +10 y cada refine otorga un bonus de HP y MATK/ATK.
- Este equipo solo se obtiene mediante kafra shop.

### Misceláneos
Estos ítems son aquellos que se agrupan en la sección ETC de nuestro inventario, que son artículos muy variados muchos solo sirven para hacer dinero vendiéndolos al los npcs o por el contrario pueden ser muy valiosos al ser parte para realizar una quest o fabricar algún ítem o hasta realizar algunas técnicas.
Muchos no se pueden equipar o usar directamente, salvo excepciones como las municiones de armas o materiales para técnicas.
Estos van desde joyas, minerales, ropas, utensilios, ingredientes de cocina,  armas dañadas, residuos de monstros o simple forraje.

### Sets
Los sets son conjuntos de armas y/o armaduras que otorgan bonificaciones de stats, poderes especiales o ambas. Entre los más conocidos para los jugadores se encuentra el de Pantie (item) más Undershirt (Item) que otorga 5 puntos de agilidad extra, y 10 puntos de flee.

### Cards
La mayoría de los monstruos del juego tiene su carta, la cual se identifica con su nombre, así por ejemplo, un "Poring" nos puede dar una "Poring Card", un "Dark Lord" nos puede dar una "Dark Lord Card", etc. Las cartas pueden ser compuestas en el equipo del jugador, siendo insertadas en un "slot" (ranura). También, cada carta está diseñada para ser compuesta en un tipo de equipo. Así por ejemplo, una "Fabre Card" esta hecha para ser compuesta en un Arma, y una "Thara Frog Card", en un escudo; una "Peco Peco Card" en la armadura; una "Sohee Card" en el calzado; una "Elder Willow Card" en un sombrero; etc. Las cartas tienen una infinidad de utilidades, y pueden variar la mayor parte de las características de un personaje. Usando las cartas anteriores, se tiene que la Pupa Card da +700 de HP; la Thara Frog Card da 30% de resistencia contra ataques humanos; la PecoPeco Card da HP +10%; la Sohee Card da SP +15% y SP-recovery +3%; la Elder Willow Card da +2 de Int, etc.
Cada monstruo guarda una carta con propiedades únicas, aunque muchas pueden tener efectos parecidos.
A su vez cada carta tiene su propio retrato dibujado del monstruo al que pertenece el estilo de dibujo varia en muchas de las cartas ya que sus autores son diferentes.
Cada carta tiene un borde que varía de color dependiendo de la importancia de esta
Siendo borde color blanco para cartas de monstruos normales, borde dorado para cartas de monstruos MvP y borde rojo para cartas de MvP que se encuentran en Instanced Dungeons. En el extremo superior derecha de la imagen de la carta se puede ver el elemento del monstruo y el nivel de tal elemento (1~4)
Los monstruos sin carta son unas plantas (green plant, red plant, blue plant, yellow plant, white plant, shining plant), tampoco dan experiencia, pero si sueltan ítems tanto como consumibles, equipables y miselaneos, así como los monstruos de algunos eventos.
Como se nota, las posibilidades son infinitas. Aunque cabe decir que la posibilidad de obtener una carta de un monstruo es muy escasa. En los servidores oficiales es de 0.01% aunque también se pueden obtener de un objeto llamado Old Card Album, un ítem especial que genera una carta al azar.

## Música
La música de fondo de Raganarok Online consiste en 138 pistas individuales. Hechas, compuestas y mezcladas por SoundTeMP y Hankook Recording Studio. Los géneros de la música de fondo son muy variados como el jazz, tecno, rock y música orquestal. Por cada expansión en los lugares, se van agregando nuevas pistas. La música del juego da una grata sensación al jugar, ya que la música de fondo se adapta bien con el mapa en que se esté. En el 2006 es lanzado un disco llamado The memory of RAGNAROK, que es interpretado por los artistas Seung-Yeon, Lee Jeong-Hee y Seo Ji-Hae. El folleto del álbum se muestra en coreano, inglés, chino y japonés.